# Wilhelm Stemmer
Wilhelm Stemmer (* 27. August 1909 in Wien; † 13. Oktober 1984 ebenda) war ein österreichischer Politiker (SDAP/SPÖ) und Lehrer.

## Leben und Karriere
Wilhelm Stemmer wurde am 27. August 1909 in Wien geboren, wo er auch seine Schulausbildung absolvierte. So absolvierte er hier unter anderem die Bundeslehrerbildungsanstalt in Wien-Landstraße und besuchte das Pädagogische Institut der Stadt Wien, ehe er an der Universität Wien Philosophie und Naturwissenschaften studierte. Noch bevor er sein Studium im Jahre 1933 als Doktor der Philosophie (Dr. phil.) abgeschlossen hatte, war er bereits 1928 als Hilfslehrer aktiv. Über die Kinderfreunde, denen er unter anderem 1929 als Ferialerzieher und Hortleiter angehörte, kam er im Jahre 1929 zur Sozialdemokratischen Arbeiterpartei (SDAP) und verlor im Jahre 1934 seinen Posten als Lehrer. Nachdem er von 1940 bis 1945 am Zweiten Weltkrieg teilgenommen hatte, war Stemmer in den Jahren 1945 bis 1965 entscheidend am Aufbau des Wiener Schulwesens beteiligt.
Zu ebendieser Zeit war er auch wieder in der Kommunalpolitik aktiv und gehörte in den Jahren 1945 bis 1973 dem Wiener Gemeinderat und Landtag an. Darunter von 1949 bis 1954 als stellvertretender Klubobmann und danach von 1954 bis 1973 als Klubobmann der SPÖ-Fraktion im Gemeinderat und Landtag. Darüber hinaus war Wilhelm Stemmer von 1965 bis 1973 Erster Präsident des Wiener Landtags und trat als Gestalter der Freien Lehrerstimme, einem 1895 gegründeten Organ des sozialdemokratischen Lehrervereins Österreichs, in Erscheinung. In den Jahren 1957 bis 1972 war Stemmer Mitglied des Wiener Vorstands der nunmehrigen Sozialistischen Partei Österreichs (SPÖ) und war zudem über einen längeren Zeitraum Aufsichtsratsmitglied der Wiener Städtischen Wechselseitigen Versicherungsanstalt und geschäftsführender Obmann des Sozialistischen Lehrervereins Österreichs (SLÖ).

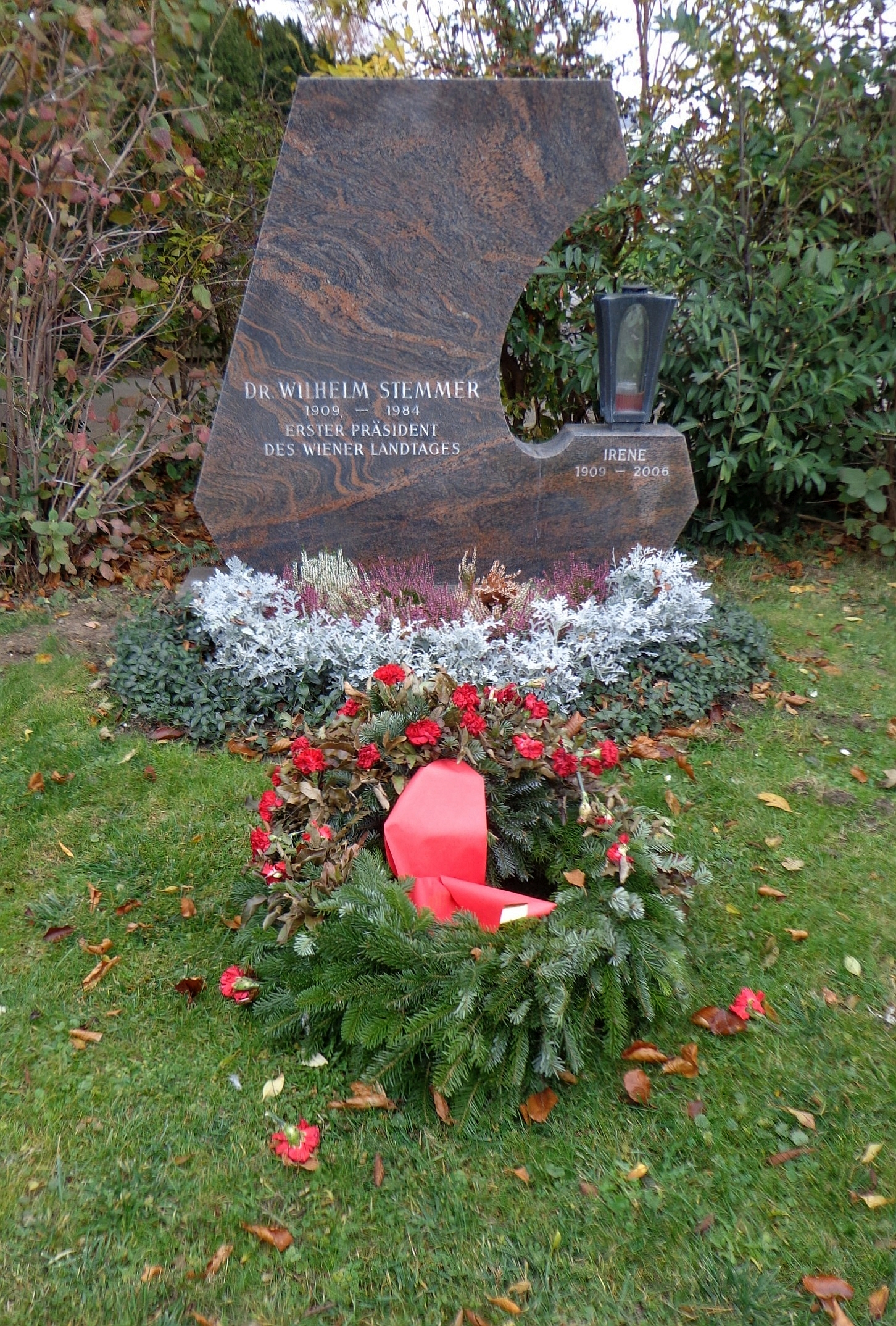
Ehrengrab von Wilhelm Stemmer auf dem Wiener Zentralfriedhof

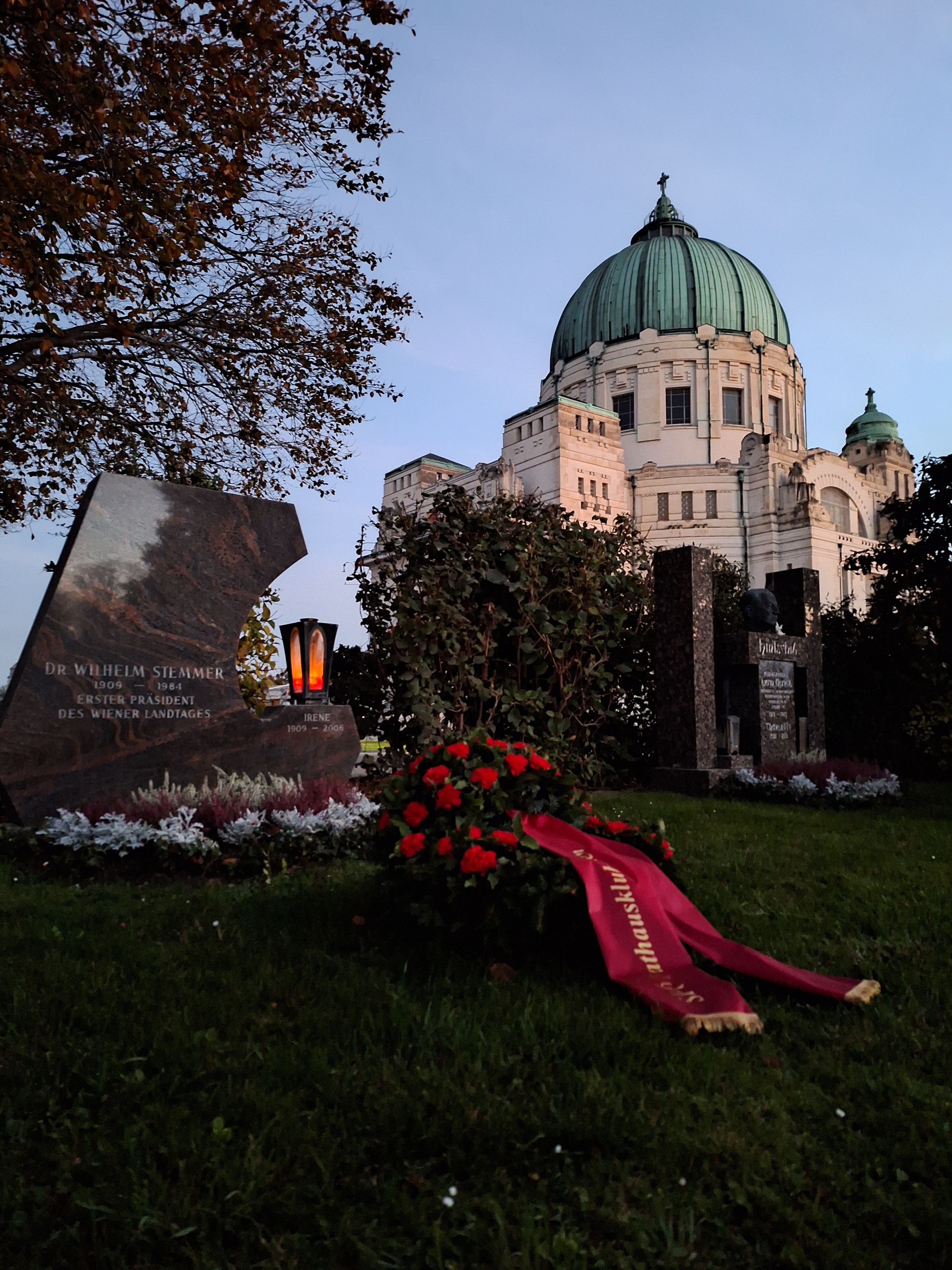
Grabstätte mit Friedhofskirche zum heiligen Karl Borromäus im Hintergrund

Am 13. Oktober 1984 verstarb Stemmer 75-jährig in seiner Heimatstadt Wien. Am 29. Oktober 1984 wurde er in einem Ehrengrab am Wiener Zentralfriedhof (Gruppe 14 C, Nummer 41) bestattet. Seine Frau Irene überlebte ihn um 22 Jahre und verstarb im Jahre 2006 im Alter von 96 Jahren.

## Ehrungen
Bei einem Gemeinderatsausschuss für Kultur wurde am 17. April 1998 ein Weg im 17. Wiener Gemeindebezirks Hernals dem Wiener Kommunalpolitiker und Lehrer zu Ehren in Wilhelm-Stemmer-Weg umbenannt. Weitere Ehrungen, die er noch zeitlebens erhielt, waren unter anderem die Verleihung des Goldenen Ehrenzeichens für Verdienste um die Republik Österreich, das er am 5. Dezember 1960 übernahm oder die Verleihung der Viktor-Adler-Plakette für besondere Verdienste im Jahre 1969. Darüber hinaus wurde ihm am 12. November 1968 das Große Goldene Ehrenzeichen für Verdienste um das Land Wien mit dem Stern, die höchste erreichbare Ordensstufe, verliehen, welche er am 19. Dezember 1968 übernahm. Am 7. Juli 1971 übernahm er zudem das Große Goldene Ehrenzeichen mit dem Stern für Verdienste um die Republik Österreich und wurde am 27. September 1974 zum Bürger der Stadt Wien ernannt und nahm am 5. Dezember 1974 diese Auszeichnung entgegen.

## Werke (Auswahl)
- 1949: Die Arbeit im Elternverein im Verlag für Jugend & Volk

## Ehrungen
- 1960: Goldenes Ehrenzeichen für Verdienste um die Republik Österreich
- 1968: Großes Goldenes Ehrenzeichen für Verdienste um das Land Wien mit dem Stern
- 1969: Viktor-Adler-Plakette für besondere Verdienste (von der SPÖ verliehen)
- 1971: Großen Goldenen Ehrenzeichens mit dem Stern für Verdienste um die Republik Österreich
- 1974: Bürger der Stadt Wien
- 1998: Wilhelm-Stemmer-Weg im 17. Wiener Gemeindebezirk Hernals (benannt am 17. April 1998 bei einem Gemeinderatsausschuss für Kultur)